# CNBC
«CNBC» (Си-эн-би-си́) — американский кабельный и спутниковый телеканал новостей бизнеса. До 1991 года официально назывался «Consumer News and Business Channel». Принадлежит компании NBC Universal. Штаб-квартира находится в городе Энглвуд-Клифс, штат Нью-Джерси.
Канал был основан в 1989 году и к настоящему времени разросся в глобальную телесеть, включающую множество версий для разных стран и частей света, суммарная дистрибуция которых составляет 380 миллионов домохозяйств по всему миру. По состоянию на 2007 год сеть оценивалась в 4 миллиарда долларов и занимала 19 место в списке самых ценных кабельных каналов США.
На август 2013 года американский телеканал был подключён (то есть работал, а не был просто потенциально доступен) в 96 миллионах 242 тысячах домохозяйств США, что составляло 84,27 % от общего числа домохозяйств с телевизорами в США.

### CNBC-e
CNBC-e — турецкий бесплатный телеканал, которым в Турции управляют NBCUniversal, Comcast и İlbak Holding с 10 июня 2024 года. Ранее канал с таким же названием управлялся NBCUniversal и Doğuş Media Group в период с 2000 по 2015 год.